# Götlunda
Götlunda is een plaats in de gemeente Arboga in het landschap Närke en de provincie Västmanlands län in Zweden. De plaats heeft 302 inwoners (2005) en een oppervlakte van 36 hectare.